# Metailurus
Metailurus is een geslacht van uitgestorven sabeltandkatten uit de familie Felidae en behorend tot de tribus Metailurini, dat leefde in Noord-Amerika, Eurazië en Afrika van het Mioceen tot het Midden-Pleistoceen. Dit geslacht werd formeel beschreven door Otto Zdansky in 1924. Metailurus minor is later verplaatst naar het katachtige geslacht Yoshi.

## Beschrijving
Metailurus wordt door sommigen vaak aangeduid als een 'onechte sabeltand'-kat, omdat in plaats van echte sabeltanden, het een kruising heeft tussen lange, platte en mesachtige sabeltanden en de kortere kegelvormige tanden van moderne katachtigen. Deze bijnaam wordt echter ook in de volksmond gebruikt voor de leden van de Nimravidae en kan leiden tot verwarring met deze feliformen. De hoektanden zijn langer dan die van zelfs de sneeuwluipaard, maar aanzienlijk korter dan echte sabeltanden en conischer dan de bladen. Een gedeeltelijk skelet dat op de Turolische vindplaats van Kerassia 1 wordt gevonden, bestaat uit het kaakbot, de voorste en achterste ledemaatbotelementen en enkele sternale botten en enkele wervels. Dit is het meest complete dat van de soort bekend is. Het gebitsmateriaal is vergelijkbaar met dat uit Pikerm, Chomateri en China. De aanwezigheid van langwerpige achterste ledematen geeft aan dat het springvaardigheden had ontwikkeld.

## Geschiedenis en taxonomie
Het geslacht Metailurus werd beschreven door Zdansky in 1924 voor de twee soorten Metailurus major en Metailurus minor.
- Metailurus mongoliensis werd beschreven in 1939.
- Metailurus boodon werd beschreven in 1948.
- Metailurus hengduanshanensis werd beschreven in 1996.
- Metailurus ultimus werd beschreven in 2014.
- Metailurus minor werd in 2015 opnieuw toegewezen aan het katachtigengeslacht Yoshi.